# 韩国邮政
韩国邮政（英語：Korea Post），全名郵政事業本部（：／），总部位于世宗特別自治市，主要业务包括邮政、邮政储蓄和保险服务。原由知识经济部管辖。2013年朴槿惠行政机构改革后，划归未來創造科學部管理（2017年更名为科學技術情報通信部）。目前员工人数大约有42000名，拥有3692个邮局、22个分拣中心和1个交换中心，每年投递约49.75亿件邮件。

## 历史

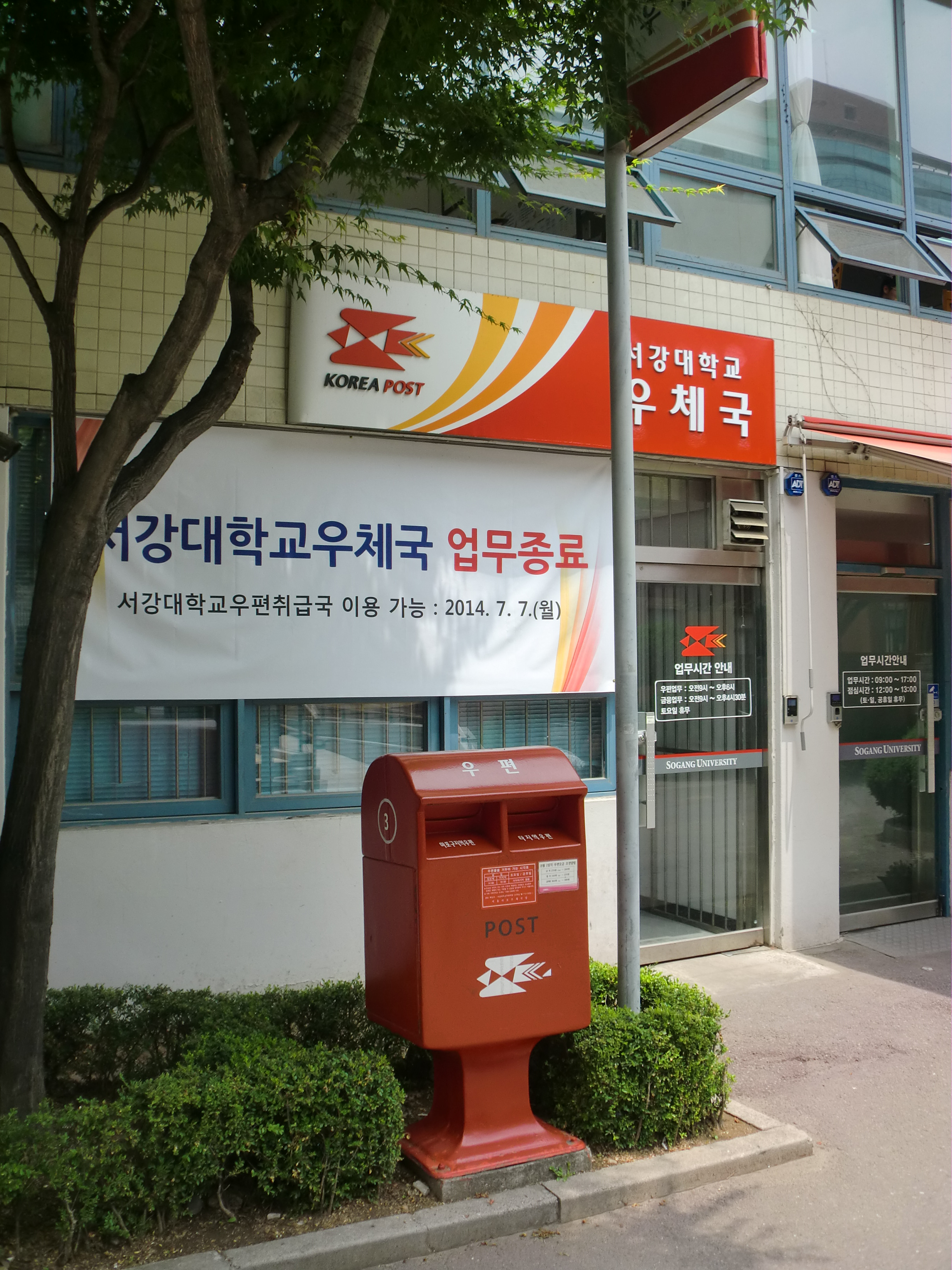
韩国邮局与邮箱

自1884年郵政總局成立，开始邮政服务以来，韩国邮政至今已有一百多年的历史。1900年，韩国加入万国邮政联盟。1905年7月，韩国邮政开始办理储蓄业务；1966年，实现每个村镇至少一个邮局。1970年7月，韩国开始使用5位数的邮政编码。1974年1月，标准化信封开始使用，提高了信件投递效率。1988年2月，邮政编码升为6位数，加快了邮件机械化管理，但又於2015年8月重組成5位數编码。1990年，韩国开始建设计算机化邮政中心，大大提高了信件投递速度和效率。2002年，已有22个邮政中心配备了最新的分拣机。2005年，韩国共有3692个邮局、22个分拣中心、和1个交换中心，邮局总量为49.75亿件，绝大多数地区邮件1天内就可到达:68-69:127。